# Gorham (Nova Hampshire)
Gorham é uma cidade  localizada no estado americano de Nova Hampshire, no Condado de Coos.

## Demografia
Segundo o censo americano de 2000, a sua população era de 2895 habitantes.

## Geografia
De acordo com o United States Census Bureau tem uma área de
83,7 km², dos quais 82,6 km² cobertos por terra e 1,1 km² cobertos por água.

## Localidades na vizinhança
O diagrama seguinte representa as localidades num raio de 36 km ao redor de Gorham.